# Лиличка!
«Ли́личка! Вместо письма» — стихотворение Владимира Маяковского, написанное 26 мая 1916 года и адресованное Лиле Брик. При жизни автора ни разу не печаталось.
Впервые опубликовано в альманахе «С Маяковским» (издательство «Советский писатель») в 1934 году.

## Основная тема
Дым табачный воздух выел.

Комната —

глава в кручёныховском аде.

Вспомни —

за этим окном

впервые

руки твои, исступлённый, гладил.

Сегодня сидишь вот,

сердце в железе.

День ещё —

выгонишь,

может быть, изругав.

В мутной передней долго не влезет

сломанная дрожью рука в рукав.
Произведение, созданное через год после знакомства поэта с Лилей Брик и имеющее подзаголовок «Вместо письма», представляет собой поток сокровенных переживаний, которые исследователями характеризуются как «надрывное признание», «конечный порыв», «вулканический сплав горя, отчаяния, тоски и нежности», «самое подлинное из всего написанного Маяковским».
По утверждению литературоведа Бенедикта Сарнова, «Лиличка!» относится к числу тех стихотворений, которые с первого прочтения навсегда «впечатываются в память»:
Я прямо-таки физически ощущал, какой необыкновенной, какой непохожей на всё, что приходилось мне раньше читать и слышать о любви мужчины к женщине, была любовь Маяковского к его Лиле.
Литературный критик Тамара Жирмунская, назвав стихотворение «песнью торжествующей любви», уточняет, что в нём нет тургеневской задумчивой минорности; «Лиличка!» — это XX век: «если уж расчувствуется, даст себе волю, то хоть святых выноси».
Эссеист Юрий Карабчиевский считает, что именно в этом стихотворении Маяковский близок «к самому настоящему»:
Ни преданность своим, ни ненависть к чужим никогда не были им столь талантливо выражены.

## Цензурные ограничения

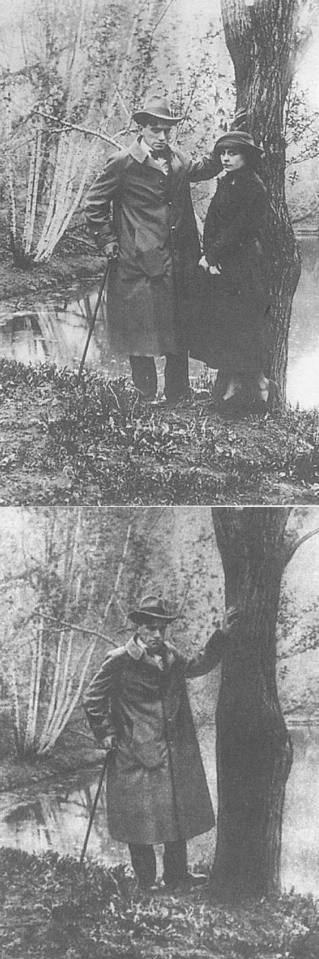
Маяковский и Лиля Брик.
Нижнее фото — после ретуши в 1960-х годах

Первая публикация стихотворения состоялась через четыре года после смерти Маяковского. В последующие десятилетия произведение пережило сложный период цензурных ограничений; они касались прежде всего Лили Брик, которую официальная печать считала ответственной за «неортодоксальные выходки, вызывающие связи, потрясшее многих самоубийство».
Как вспоминал научный сотрудник Института мировой литературы АН СССР Олег Смола, в начале 1980-х годов выход в свет сборника «Громада любви» был приостановлен из-за того, что адресатом большинства лирических стихотворений Маяковского оказалась Лиля Юрьевна. Пытаясь спасти книгу, Смола написал письмо генеральному секретарю ЦК КПСС Юрию Андропову, в котором просил содействия и пояснял, что «одиозность и грубость» по отношению к музе поэта способствуют «утрате достоинства советского литературоведения».
Через десять дней был получен обтекаемый ответ из Госкомиздата СССР; в нём отмечалось, что подготовленная Олегом Смолой вступительная статья к сборнику вызвала «сомнения по поводу правомерности некоторых положений»; решение об изъятии фамилии Брик осталось в силе. Единственный «компромисс» был связан со стихотворением «Лиличка!» — его название в сборнике удалось сохранить.
Цензурные запреты, попытки приглушить роль Лили Брик в жизни Маяковского, по свидетельству Тамары Жирмунской, иногда доходили до абсурда:
На одной из известных фотографий путём плутовской ретуши Лилю отсекли от Владимира, от неё остался только каблук.

## Литературный анализ
Первое, на что обращает внимание литературовед Андрей Есин при анализе стихотворения, — это мощная экспрессия, позволяющая почувствовать «дошедший до крайней, невыносимой степени трагический накал». Едва ли не каждая строка содержит «овеществляющие метафоры» («сердце в железе», «любовь моя тяжкая гиря», «душу цветущую любовью выжег») либо неологизмы («крученыховский», «иссечась», «опожаренный»). При этом, по замечанию Юрия Карабчиевского, если некоторые усложнённые построения «проглатываются не без заминки», то строки «В мутной передней долго не влезет / сломанная дрожью рука в рукав» столь безупречны, что автор не стал разбивать их на части.

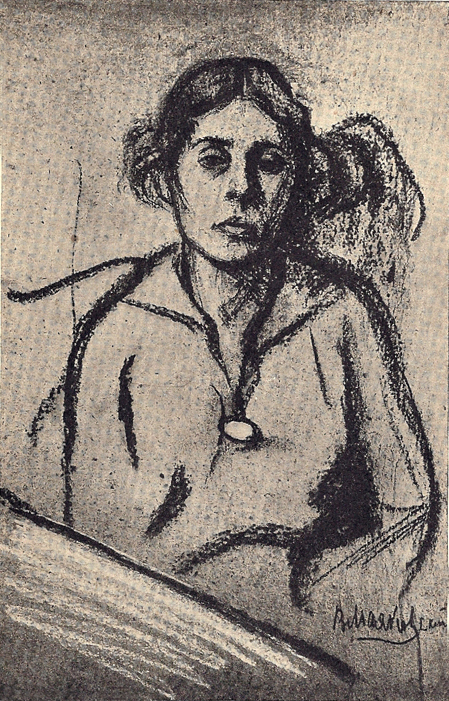
Лиля Брик.
Рис. Владимира Маяковского, 1916

В композиции стихотворения выделяются два стержня: «Дай хоть в последнем крике выреветь горечь обиженных жалоб» (центр письма) и «Дай хоть последней нежностью выстелить твой уходящий шаг» (финал); между этими фундаментальными точками — те «фирменные» образы, благодаря которым в любой строке угадывается фамилия автора. Сравнения со слоном и быком вызвали у исследователей разноречивые впечатления: один увидел в них точную иносказательность, другой — декорации вперемежку с «романсовыми красивостями».
В названии стихотворения, как вспоминал Зиновий Паперный, отнюдь не случайно артикулирована уменьшительно-ласкательная форма имени: ознакомившись с письмами Маяковского задолго до того, как они были впервые опубликованы, литературный критик поразился количеству нежных обращений, которые поэт придумал для возлюбленной, — «Лилёк», «Лилик», «Лилёнок», «Лилятик», «Лисятик», «Лучик».

## Музыкальные адаптации
Первым стихотворение «Лиличка!» переложил на музыку Владимир Мулявин в 1985 году. Позднее песня вошла в программу ансамбля «Песняры» «Во весь голос», целиком состоящую из композиций на стихи Маяковского.
В 2006 году рок-группа «Сплин» записала альбом «Раздвоение личности», в который была включена песня «Маяк» («Лиличка!»). По словам её автора и исполнителя Александра Васильева, песня мистическим образом «нарисовалась из ничего».